# Жайме Диаш Браганса
Жайме Селестину Диаш Браганса (на португалски: Jaime Celestino Dias Bragança) е португалски футболист. Роден е на 9 юни 1983 г., в Лисабон, Португалия.

## Кариера
Започва кариерата си в КС Маритимо (2001-2004) за който има 11 мача,), след това преминава през редица португалски отбори като Санта-Клара, Олянензе и Гондомар, а през лятото на 2007 преминава в Ал-Рифа от Бахрейн като един сезон има 17 мача и 6 гола, а от пролетта на 2011 след като е на 2 седмици проби е привлечен в Черноморец (Бургас). През юли 2011 е освободен.

## Статистика по сезони[1]
| Сезон    | Отбор           | Първенство | Мачове | Голове |
| -------- | --------------- | ---------- | ------ | ------ |
| 2011/пр. | Черноморец (Бс) | А група    | 11     | 4      |